# 童子坝河
童子坝河，位于中国西北地区的一条河流，为山丹河（大马营河）左岸支流，上游也称扁都口河，发源于甘肃省张掖市山丹县中牧公司山丹马场西南祁连山中段俄博岭北坡，蜿蜒向西北流至227国道附近转北流，成为甘肃省与青海省之间的界河，于扁都口出山口，进入甘肃民乐县，向北过南丰镇马营墩村后河道略转向西北，纵贯民乐县东部地区，于山丹县东乐镇以西汇入山丹河。全长95千米，出山口以上流域面积334平方千米，年均径流量0.73亿立方米。河流出山口的扁都口是河西走廊通往青海省的主要通道之一，现有227国道通过。